# Équipe cycliste Bankgiroloterij
L'équipe cycliste Bankgiroloterij est une ancienne équipe cycliste néerlandaise ayant existé de 2000 à 2004, dirigée par Piet Hoekstra avec comme directeur sportif Arend Scheppink et Johan Capiot. Elle évoluait dans la GSI (1re division). Elle a fusionné avec l'équipe japonaise Shimano Racing en 2005 pour former l'équipe Shimano-Memory Corp.

## Sponsors
Le principal sponsor de l'équipe est Bankgiroloterij (nl), une société de loterie néerlandaise. La marque de cycles néerlandaise Batavus (nl) a été le deuxième sponsor de 1999 à 2002.

## Historique du nom
- 1999 à 2002 : Bankgiroloterij-Batavus
- 2003 à 2004 : Bankgiroloterij

## Principaux coureurs
| - Lars Ytting Bak - Allan Johansen - Rudie Kemna - Jans Koerts - Gerben Löwik | - Wim Omloop - Matthé Pronk - Bram Schmitz - Stefan van Dijk - Bart Voskamp |

## Principales victoires
2000
1re étape de l'Olympia's Tour (Rudie Kemna)
Classement Général de l'Olympia's Tour  (Jan Van Velzen)
2001
 Championnat des Pays-Bas du contre-la-montre (Bart Voskamp)
2e, 4e, 5e et 6e étapes du Ster Elektrotoer (Bart Voskamp X2, Bert Hiemstra et Rudie Kemna)
2e, 3e et 4ea étapes de la Course de la Solidarité Olympique (Stefan van Dijk X2 et Rudie Kemna)
Tour de Hollande-Septentrionale (Stefan van Dijk)
1re étape du Tour des Pays-Bas (Stefan van Dijk)
2e étape du Circuit franco-belge (Bart Voskamp)
2002
Tour de Hollande-Septentrionale (Rudie Kemna)
Tour de Drenthe (Rudie Kemna)
Grand Prix Herning (Rudie Kemna)
2e, 3e, 4e et 6e étapes du Ster Elektrotoer (Rudie Kemna, Bart Voskamp, Bram Schmitz et Rik Reinerink)
Ster Elektrotoer (Bart Voskamp)
Hel van het Mergelland (Corey Sweet)
3e étape du Tour de Luxembourg (Corey Sweet)
2eb étape du Tour de Belgique (Bart Voskamp)
Tour de Belgique (Bart Voskamp)
2003
 Champion des Pays-Bas sur route (Rudie Kemna)
4e étape du Tour de Rhodes (Rudie Kemna)
Tour de Rhodes (Bram Schmitz)
Tour de Drenthe (Rudie Kemna)
Grand Prix d'Isbergues (Jans Koerts)
Tour Beneden-Maas (Jans Koerts)
Tour de Hollande-Septentrionale (Jans Koerts)
Bruxelles-Ingooigem (Jans Koerts)
4e étape du Tour du Danemark (Jans Koerts)
4e étape du Tour de Saxe (Jans Koerts)
2e étape du Tour de Belgique (Jans Koerts)
Grand Prix de la ville de Vilvoorde (Gerben Löwik)
2e étape du Tour d'Allemagne (Gerben Löwik)
Ster Elektrotoer (Gerben Löwik)
1re étape du Circuit franco-belge (Gerben Löwik)
Circuit franco-belge (Gerben Löwik)
Grand Prix Pino Cerami (Bart Voskamp)
5e étape du Tour des Pays-Bas (Rik Reinerink)
2004
Grand Prix Jef Scherens (Allan Johansen)
1re étape du Tour de Luxembourg (Lars Ytting Bak)
Hel van het Mergelland (Allan Johansen)